# Šahovsko čudo od djeteta
Šahovska čuda od djeteta su djeca koja igraju šah tako dobro da se mogu nositi sa šahovskim majstorima ili čak s velemajstorima, čak i u vrlo mladoj dobi. Šah je jedan od malo športova gdje se djeca mogu ravnopravno natjecati s odraslima. Stoga je ovo jedna od malo vještina u kojima prava čuda od djece zbilja postoje. Očekivanja mogu biti visoka za ovu djecu; neka postanu svjetski prvaci, dok druga ne napreduju u odrasloj dobi.
Poznata šahovska čuda od djece bili su Paul Morphy, José Raúl Capablanca i Samuel Reshevsky.